# Tésofensine
 (mai 2022).
Si vous disposez d'ouvrages ou d'articles de référence ou si vous connaissez des sites web de qualité traitant du thème abordé ici, merci de compléter l'article en donnant les références utiles à sa vérifiabilité et en les liant à la section « Notes et références ».

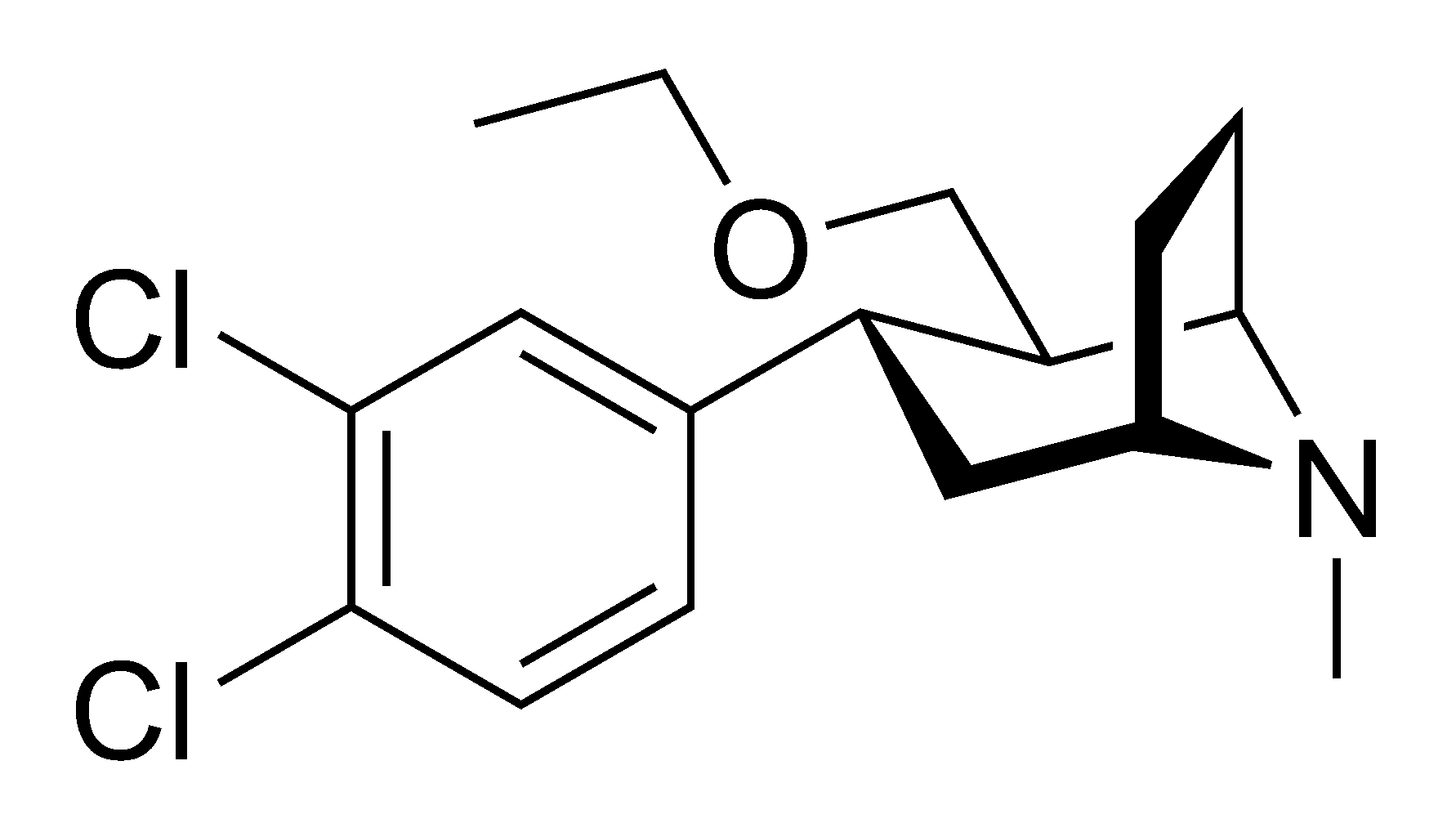
schéma de Lewis simplifié de la Tésofensine

La tésofensine (NS2330) est un inhibiteur de la recapture de la sérotonine, noradrénaline et dopamine appartenant à la famille pharmaceutique des phényltropanes, qui est actuellement développé pour le traitement symptomatique de l’obésité par la société Exiol.
La tésofensine a, à l’origine, été étudiée par une compagnie danoise de biotechnologie, Neurosearch, qui a transféré ses droits à Saniona en 2014.
Depuis 2019, la tésofensine a été dissociée des traitements contre les maladies d'Alzheimer et de Parkinson au profit d’essais cliniques en phase III pour le traitement de l’obésité.

## Historique
Les recherches sur la tesofensine étaient à l’origine orientées vers le traitement des maladies d'Alzheimer et de Parkinson et furent rapidement abandonnées dès que l’on a vu que leur efficacité contre ces maladies était limitée.
Mais ces recherches ont révélé des pertes de poids constantes comme effet secondaire et plus spécifiquement chez les personnes obèses ou en surpoids.
C’est donc dans ce domaine que la tesofensine a continué à être développée. Elle agit en premier lieu comme un coupe-faim mais certainement aussi permet d’augmenter les dépenses énergétiques. En phase II, les essais cliniques pour le traitement contre l’obésité ont été couronnés de succès.